# Crophius ramosus
Crophius ramosus är en insektsart som beskrevs av Barber 1938. Crophius ramosus ingår i släktet Crophius och familjen Oxycarenidae. Inga underarter finns listade i Catalogue of Life.